# Bryan Douglas
Pour les articles homonymes, voir Douglas.
Bryan Douglas, né le 27 mai 1934 à Blackburn (Angleterre), est un footballeur anglais, qui évoluait au poste d'ailier droit à Blackburn Rovers et en équipe d'Angleterre.
Douglas a marqué onze buts lors de ses trente-six sélections avec l'équipe d'Angleterre entre 1957 et 1963. 

## Carrière
- 1952-1969 : Blackburn Rovers  [1]

## Palmarès

### En équipe nationale
- 36 sélections et 11 buts avec l'équipe d'Angleterre entre 1957 et 1963.

### Avec Blackburn Rovers
- Finaliste de la Coupe d'Angleterre de football en 1960.
- Vice-champion du Championnat d'Angleterre de football D2 en 1958.